# Ridvan Dibra
Ridvan Dibra (n. 9 ianuarie 1959, Shkodër, Albania) este un scriitor albanez.

## Biografie
El a fost născut în Shkodër, Albania, unde s-a dus la universitate și a absolvit în limba și literatura albaneză. Din 1994, el a început să învețe limba albaneză și literatura albaneză la universitatea. Dibra, un scriitor și inovator , este o figură de frunte în lumea contemporană a literaturii în limba albaneză.El a fost beneficiarul a numeroase premii naționale, inclusiv prețul Rexhai Surroi pentru cel mai bun roman al albanezilor în anul 2012, pentru romanul său Legjenda e vetmisë (Legenda Singurătate).
Este considerat ca fiind unul dintre cele cinci mari scriitori albanezi trăiesc, cu Ismail Kadare, Rexhep Qosja, Bashkim Shehu și Fatos Kongoli.

## Lucrări
| - Nudo (1995) - Kurthet e dritës (1997) - Triumfi i Gjergj Elez Alisë (1999) - Stina e ujkut (2000) - Të lirë dhe të burgosur (2001) - Triumfi i dytë i Gjergj Elez Alisë (2003) - E-mail (2003) - Kumte dashurie (2004) - Sesilja ose sexonix (2005) - Franc Kafka i shkruan të birit (2007) - Stina e maceve (2006) - Kanuni i Lekës së vogël (2011) - Legjenda e vetmisë (2012) - Gjumi mbi borë (2016) - Treni i muzgut (2017) | - Prostituta e virgjër (1994) - Eklipsi am shpirtit (1994) - Vetmia i diellit (1995) - Mjerimi i gjysmës (1996) - Vëlla me centaurët (2002) - Letra nga provinca - Unë, Franz Kafka dhe Karta e Bolonjës (2009) - Në kërkim të fëmijës së humbur (2010) - Thjesht (1989) (poezii) - Një lojë me emrin postmodernizëm (2007) (studiu) - Plagët e Mojsiut (2010) (poezii) |

## Notă
1. ↑   http://www.albanianliterature.net/authors/modern/dibra/index.html. Lipsește sau este vid: |title= (ajutor)
2. ↑  „copie arhivă”. Arhivat din original la 24 mai 2017. Accesat în 5 noiembrie 2017.
3. ↑  „copie arhivă”. Arhivat din original la 7 noiembrie 2017. Accesat în 5 noiembrie 2017.